# Paul Ravail
Paul Ravail est un footballeur français né le 27 avril 1957 à Cantenac. Il évolue au poste d'attaquant.

## Biographie
{{.A joué plusieurs saisons en amateur au Club de l'A.S.S.S.Association sportive Saint Seurin sur l'isle avant de se faire remarquer par le club d'Angoulême
..}}
Paul Ravail commence sa carrière professionnelle à l'AS Angoulême en 1978, où il joue quatre saisons en deuxième division. 
Il connaît ensuite une succession de clubs de deuxième division où il ne reste qu'une saison : à l'Olympique de Marseille de 1982 à 1983, à l'Olympique d'Alès en Cévennes de 1983 à 1984, à l'Amiens SC de 1984 à 1985 et à l'Angers SCO de 1985 à 1986. 
Il termine sa carrière avec trois saisons au Cercle sportif dijonnais de 1986 à 1989.